# Non piove più
Non piove più è un singolo del cantautore italiano AKA 7even, pubblicato il 9 dicembre 2022.

## Descrizione
Il brano, scritto dallo stesso cantautore con Vito Petrozzino, è prodotto da Max Elias Kleinschmidt, in arte Cosmophonix.

## Promozione
Il brano è stato presentato in anteprima dallo stesso cantautore il 30 novembre 2022 durante il suo concerto live in Piazza del Plebiscito a Napoli.

## Video musicale
Il video musicale, diretto da Gianluca Garretto e girato in Piazza del Plebiscito a Napoli, è stato pubblicato in concomitanza all'uscita del brano attraverso il canale YouTube del cantautore.

## Tracce
Testi di Luca Marzano e Vito Petrozzino, musiche di Luca Marzano, Luca Bottoli, Max Elias Kleinschmidt, Renato Luis Patriarca e Vizzi Gianvito.
1. Non piove più – 3:10